# Monophadnus pallescens
Monophadnus pallescens är en stekelart som först beskrevs av Gmelin 1790.  Monophadnus pallescens ingår i släktet Monophadnus, och familjen bladsteklar. Arten är reproducerande i Sverige.